# Azar Lawrence

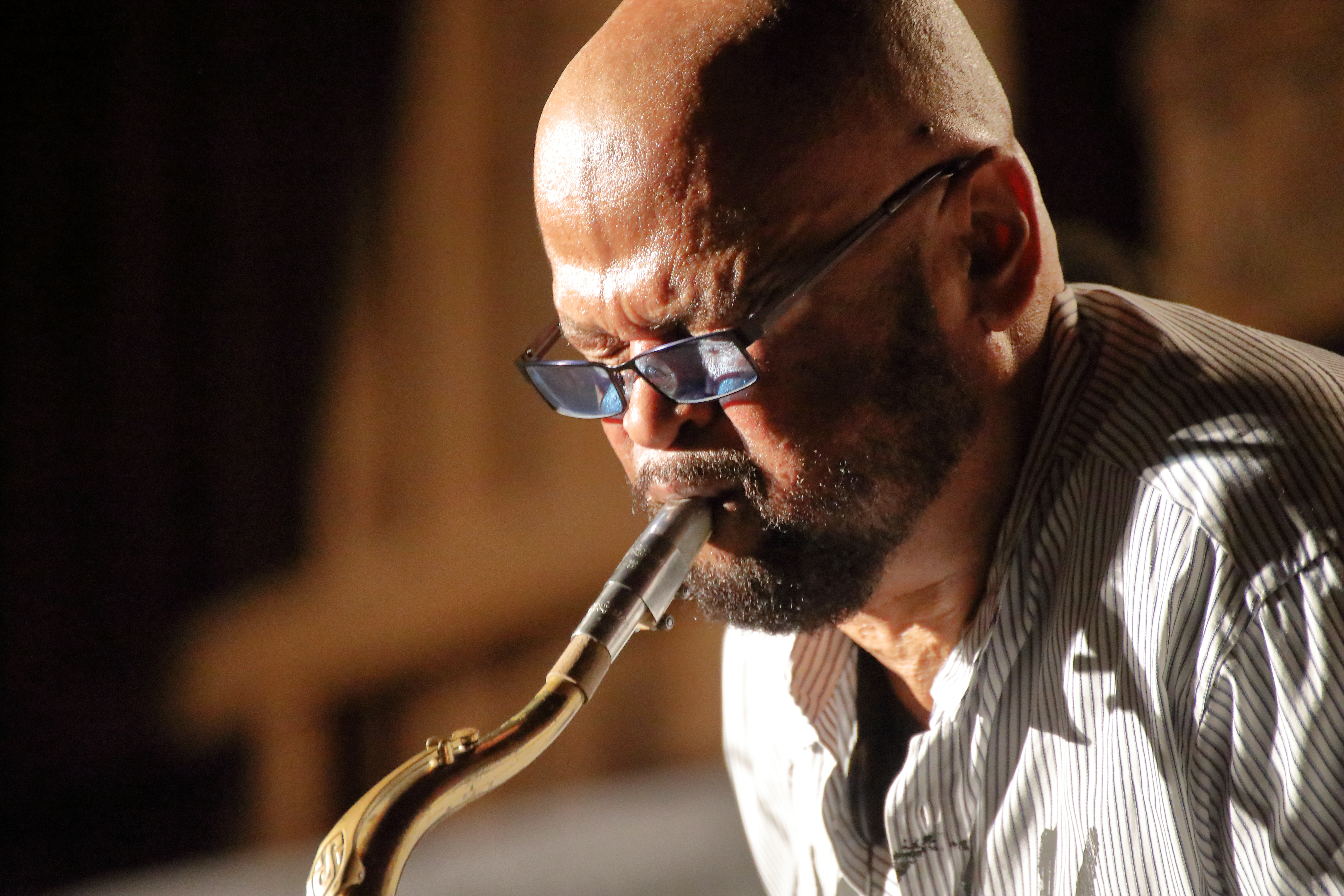
Azar Lawrence auf dem INNtöne Jazzfestival 2019

Azar Lawrence (* 3. November 1952 in Los Angeles) ist ein US-amerikanischer Musiker (Tenor- und Sopransaxophon) des Creative Jazz.

## Wirken
Azar Lawrence trat zu Beginn seiner Musiker-Karriere in Horace Tapscotts Pan Afrikan People Arkestra auf, dem er auch später verbunden blieb. 1970 begleitete er Clark Terry  auf dessen Europatourneen. Ein Freund aus der Highschool-Zeit, Reggie Golson, Sohn des Saxophonisten Benny Golson machte ihn mit Elvin Jones bekannt und führte ihn in die Musik von John Coltrane ein, mit der er sich während seiner ganzen Karriere beschäftigen sollte. Lawrence spielte dann 1973 bei Elvin Jones. Einem breiteren Publikum wurde Lawrence durch seine Mitgliedschaft im Quartett von McCoy Tyner  bekannt, dem er von 1973 bis 1977 angehörte und auf mehreren Alben für das Milestone mitwirkte, wie Enlightenment, Atlantis und Sama Layuca. Daneben spielte er kurz in der Band von Miles Davis, auf dessen Live-Album Dark Magus von 1974 er zu hören ist. Er wirkte in dieser Zeit noch an Plattensessions von Woody Shaw, Harry Whitaker und Beaver Harris mit.
Lawrence nahm zwischen 1974 und 1976 auch unter eigenem Namen drei Alben für Prestige auf, von denen besonders Bridge into the New Age aufgrund der Dichtheit und Originalität gelobt wird, hatte dann aber zunächst keine weitere Gelegenheit für Plattenveröffentlichungen unter eigenem Namen. Lawrence gründete dann die Band Chameleon, mit der er 1979 ein gleichnamiges Album für Elektra Records einspielte. In den 1980er Jahren arbeitete zumeist als Begleitmusiker bei Pop-Produktionen, wie bei Earth, Wind & Fire und Marvin Gaye, an dessen mit einem Grammy ausgezeichnetem Here, My Dear er beteiligt war. Mit Chuck Jackson schrieb er Songs.
2007 erschien sein Album Speak the World. 2012 arbeitete er mit eigenem Quintett, in dem Eddie Henderson, Benito Gonzalez, Essiet Okon Essiet und Jeff Tain Watts spielen. 2019 tourte er mit seinem Septett Azar Lawrence Experience in Europa.

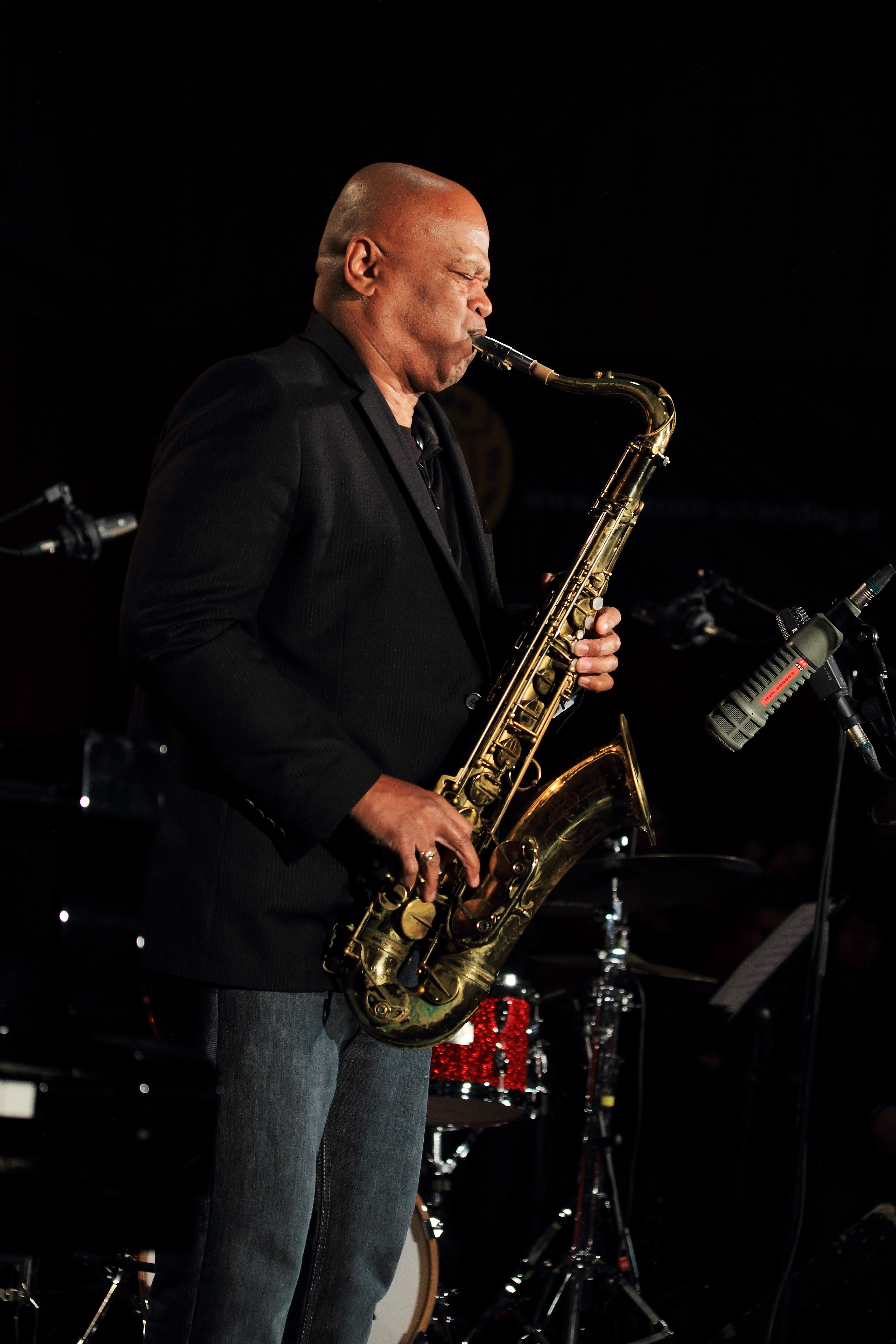
Azar Lawrence „Tribute to McCoy Tyner“, 2016

## Diskographische Hinweise
- McCoy Tyner: Enlightenment (Milestone, 1973)
- Miles Davis: Dark Magus (Columbia-Legacy, 1974)
- McCoy Tyner: Sama Layuca (Milestone, 1974)
- Bridge into the New Age (Prestige, 1974)
- Woody Shaw: The Moontrane (Muse, 1974)
- Beaver Harris: 360 Degrees Music Experience—In: Sanity (Black Saint, 1976)
- Summer Solstice (Prestige, 1975)
- Shadow Dancing (Riza, 1985)
- Speak the Word (Zarman Prod., 2007)
- Elementals (High Note, 2018)

## Lexikalischer Eintrag
- Richard Cook, Brian Morton: The Penguin Guide to Jazz on CD. 6. Auflage. Penguin, London 2002, ISBN 0-14-051521-6.
- Bielefelder Katalog Jazz, 2001
- Wolf Kampmann (Hrsg.), unter Mitarbeit von Ekkehard Jost: Reclams Jazzlexikon. Reclam, Stuttgart 2003, ISBN 3-15-010528-5.